# ARA Sarandí (D-13)
El destructor ARA Sarandí (D-13) es un destructor multipropósito MEKO-360 de la Armada Argentina construido en astilleros de Blohm + Voss situados en Hamburgo, Alemania Occidental. Fue botado en 1982 e incorporado en 1984.

## Historia
La construcción de este buque fue autorizada bajo el «Plan Nacional de Construcciones Navales» del Comando General de la Armada, aprobado por el decreto N.º 956 «S» del 28 de marzo de 1974. El decreto mencionado se complementó con el N.º 285 «S» del 29 de enero de 1979 que aprobó la contratación celebrada con la firma Blohm + Voss.
Este buque fue botado el 31 de agosto de 1982 siendo su madrina la señora Olga Coiradas de González. Arribó a la Base Naval Puerto Belgrano el 21 de junio de 1984 y se incorporó a la 2.ª División de Destructores del Comando de la Flota de Mar. Recibió su pabellón de Guerra el 14 de agosto de 1985, donado por el Club Náutico San Isidro.

## Servicio operativo
Las misiones de este destructor MEKO 360 comprenden la vigilancia marítima de la Zona Económica Exclusiva (Control del Mar); el ataque a blancos de superficie transhorizonte (guiado por helicóptero AS-555SN Fennec) con los Exocet MM-40; el ataque a blancos submarinos con los torpedos Whitehead AS-244; la defensa aérea de punto con los misiles Selenia/Elsag Albatros (SAM) y los cañones Breda Bofors de 40 mm y el ataque a blancos costeros o de superficie con el cañón Oto Melara de 127 mm. Desde que fue incorporado a la 2.ª División de Destructores (actual División de Destructores) participa activamente en ejercitaciones (llamadas Etapas de Mar) con el resto de los buques de la Flota de Mar, el Comando Naval Anfibio y Logístico, la División de Patrullado Marítimo, la Fuerza de Submarinos y aviones y helicópteros de la Aviación Naval. También han tomado parte en numerosas operaciones navales con unidades de otros países, como el ejercicio Fraterno de 1997.

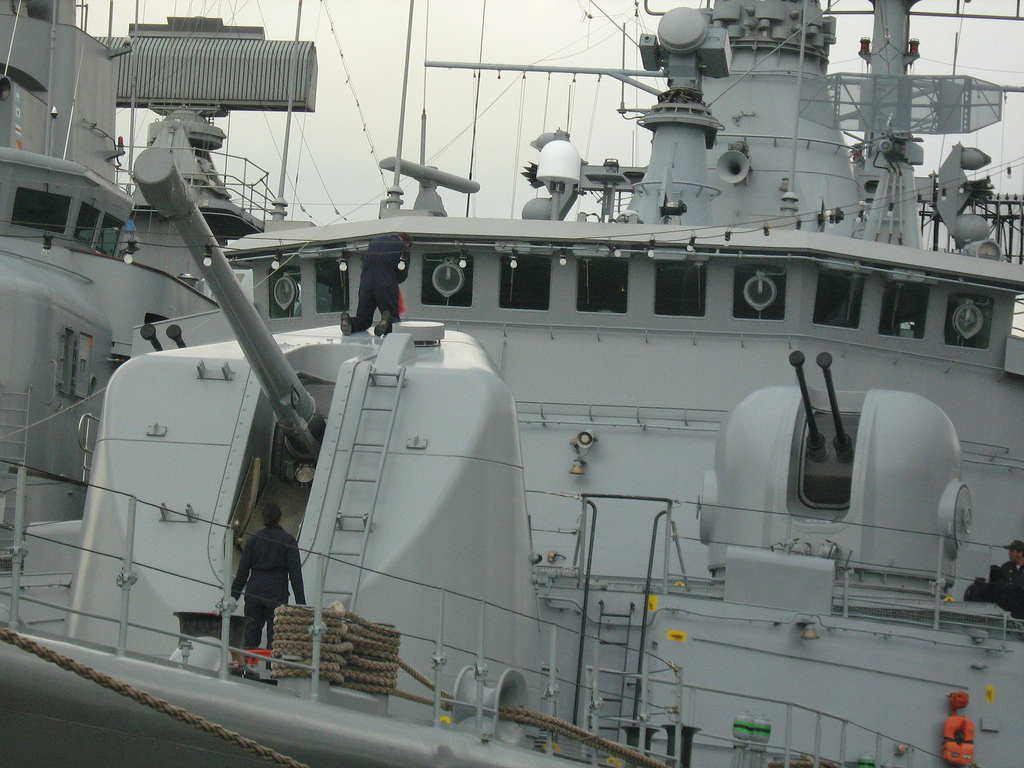
Vista frontal de los cañones de proa del destructor ARA Sarandí

En el año 2003 se unió al grupo de combate del portaaviones USS Enterprise (CVN-65) y al Destroyer Squadron 18 de la Armada de Estados Unidos y formó parte del ejercicio Solid Step durante su tour en el Mar Mediterráneo, siendo esta, la primera vez que un buque de la Armada Argentina forma parte de un grupo de batalla de la Armada de los Estados Unidos. Durante la ejercitación Fraterno (con buques de la Marina de Brasil) del año 2004, el buque participó de un incidente originado por una falla técnica de su sistema automático de armas que involucró a la fragata brasileña Rademaker (F49), la cual recibió impactos mientras se disparaba uno de los cañones de 40 mm, resultando heridos tanto marinos brasileros como el Observador de la Armada Argentina destacado en la F49.
En 2005 formó parte del operativo de seguridad naval de la IV Cumbre de las Américas en la ciudad de Mar del Plata.

### Década de 2010
Las actividades operativas son variadas. La participación en ejercicios conjuntos y combinados es constante, realizando despliegues en diferentes puntos del Mar Argentino y del extranjero.
En marzo de 2015, formó parte del operativo de búsqueda de náufragos del pesquero argentino San Jorge I, hundido en cercanías de Villa Gesell, trabajando durante días en la zona con buzos del Servicio de Salvamento de la Armada, los cuales inspeccionaron la totalidad de la nave.
Participó en la búsqueda del submarino ARA San Juan el cual desapareció el 15 de noviembre de 2017 con 44 tripulantes.

### Década de 2020
A mediados de 2024 el destructor ARA Sarandí, junto a un helicóptero liviano Aérospatiale AS555SN Fennec, participó del ejercicio UNITAS LXV junto a buques de guerra de Brasi, Chile y México.

## Su nombre
Es el cuarto buque de la Armada Argentina que lleva este nombre, en homenaje al triunfo de las armas de Buenos Aires en la Banda Oriental y de la gloriosa goleta que prestó servicio en la Armada Argentina entre 1826 y 1840.